# 石元太一
石元 太一（いしもと たいち、1981年12月13日 - ）は、日本の暴走族。準暴力団・関東連合の元リーダー。
各種メディア報道では「関東連合元リーダー」と説明されることが多いものの、正確には「（関東連合の中の1つのチームの）元リーダーのひとり」、あるいは「（関東連合系の暴走族）“千歳台ブラックエンペラー”の元総長」。
2010年暮れ頃に起きた「海老蔵事件」への関与から特に広く知られる存在となった。のち2012年より総合格闘技のジムを開業。その経営に加え、ファッションブランド運営を含む様々な分野で活動を展開していた。「関東連合元リーダー」として各種メディア媒体へ露出、さらには自伝の出版などもあり、関東連合関係者のなかでも知名度は高い。
2024年現在、横浜刑務所に服役中。

## 来歴
東京都世田谷区出身（出生は浅草）、世田谷区立烏山中学校卒業、16歳から「関東連合」系の暴走族「千歳台ブラックエンペラー（構成員3名）」の総長（第16代目）を担い、10代の時期の大半を少年鑑別所や中等少年院、特別少年院などで過ごした。父親は暴力団組員であった。10代で非行の道に走って以降、「関東連合」にあって、「現役」と呼ばれる世代の中心として抗争や「関東連合」絡みのトラブルに関わる。

### トーヨーボール殺人事件
非行に明け暮れた10代の時期に関与した事件のなかでも特に重大なもの（自叙伝『不良録』）は、都内大田区池上のボウリング場「トーヨーボール」が現場となった暴走族同士の乱闘殺人事件、いわゆる「トーヨーボール殺人事件」（2000年）である。1名の死者を出すに至ったこの事件では、首謀者として逮捕された。のちに、被害者への懺悔の念を自叙伝『不良録』の内に明かしている。
この事件は無関係な少年グループを対立暴走族グループと勘違いして襲撃した末に飲食店勤務の少年（当時18歳）を脳挫傷で死亡させたもので、犯行に用いた車両が女優の三田佳子（次男が関東連合関係者らから小間使いのように扱われていた）の名義であったことなどから、「関東連合」がメディアの注目を集めるきっかけとなった事件でもあった。自身は傷害致死罪により、特別少年院に送致された。

### 海老蔵事件
2010年11月に発生した歌舞伎俳優・市川海老蔵が暴行された事件に関与していた。この事件の折、現場となった東京都内の飲食店で海老蔵と酒席をともにしており、その際に海老蔵によって灰皿での飲酒を強要されるなどし、それが自身の仲間による暴行のきっかけになったとされている。この事件より、一般に名前が知られるようになった。

### 海老蔵事件後
海老蔵事件の当事者として注目を集めて以降、マスメディアからの取材に積極的に応じた。まず事件の直後にあたる時期、写真週刊誌『フライデー』の取材を受け、「海老蔵が本当は何をしたか、すべて話します」と題した記事で市川海老蔵への批判を展開。これは示談交渉に奔走していた他の関東連合関係者らとの事前相談も行わないまま単独で決定した行動であったと伝えられている。その後、傷害事件での逮捕（現行犯・起訴猶予で釈放）などもあったものの、雑誌の連載やブログを新たに始動させるなどでタレント活動に着手するようになった。
本業にあたるジム経営の傍ら、2012年からは新たに竹書房の実話雑誌『実話時報』誌上にエッセイの連載を開始（2012年7月号より）。続く8月には海老蔵事件や関東連合の実態などについてを記した自叙伝『不良録 関東連合元リーダーの告白』（双葉社）を上梓。同書では非行少年の更生セミナーなどにも取り組んでゆくつもりであるとの展望を語ってもいた。同時期には映画主演の決定に伴う俳優デビューの発表もあった（藤原健一監督作『アンダー・フェイス』）。ところがその俳優デビューの直前にあたる2012年9月8日、他人名義でマンションの賃貸借契約を結んだ詐欺容疑の疑いで逮捕される。これはその5日前に発生していた「六本木クラブ襲撃事件」の別件逮捕と受け止められた。また、別の振り込め詐欺事件に関わった疑いから余罪の追及を受けた。以後、再逮捕に次ぐ再逮捕で、11月には同容疑による4度目の逮捕となる。
この時期の当人について、『いびつな絆 関東連合の真実』（2013年）の著者にあたる関東連合OBは、「（たび重なる少年院送致や暴走族の抗争などに追われたことで）失った青春時代を取り戻すかのように華やかな街に身を投じていった。それは受験勉強やアルバイトで青春時代を失った努力家の若者が、社会人になった途端に、失われた青春時代を取り戻そうとするかのように遊びにハマる姿に似ていた。」と記し、さらに、「タレント活動を始めるなどして、自身の青春時代とは真逆の明るい世界に自分の居場所を作ろうとした」とつづっている。暴走族時代から原則としてメディアへの露出を禁じていた関東連合にありながら、「関東連合への世間の注目を逆手に取るような」形で芸能活動を本格化、そうしたなかで関東連合の先輩にあたる者達から忠告を受けてもいたものの、「現役時代からさんざん下積みさせられてきたんだから、いい加減、好きにやらせてもらいたい」というような反発の言を返していたという。そうした状況にあって、「関東連合」内でも様々な苦情が飛び交っていたものの、当人に向かい表立って制止を促す関東連合関係者はいなかった。それはこうした一連の活動に対し、当時の「関東連合」内で強力な派閥を統率していた人物（のちの「六本木クラブ襲撃事件」の主犯格）からの支持と力添えがあったからという。

### 六本木クラブ襲撃事件
2012年9月に六本木のクラブ「フラワー」で飲食店経営者が複数の男達に撲殺された事件、いわゆる「六本木クラブ襲撃事件」で、2013年1月9日、警視庁麻布署捜査本部が公判中の石元太一に凶器準備集合容疑で逮捕状を取った。事件前後に金属バットを持って現場に集合したとされる関東連合元メンバーらと連絡を取り、合流するなどした疑いが持たれている。31日にはこの殺害に直に着手した容疑、すなわち殺人容疑で再逮捕。結果、殺意の立証の困難性から殺人罪での起訴は見送りとなり、傷害致死罪による追起訴を受けた。区分審理で詐欺罪の有罪判決が認定された後の同年12月に東京地裁で傷害致死罪等の裁判員裁判が開かれ、12月16日、「事件を発生させた張本人」として懲役22年の長期に亘る刑を求刑された。東京地裁は「事件の直前に現場を離れていたが、対象の男性の来店を仲間に知らせ、凶器を持ってクラブに向かう仲間の様子を目撃していたことから傷害致死罪の共謀が成立する」としたうえで、「先輩が首謀した抗争に連絡役として協力したにすぎず、事件の黒幕と位置付けることはできない」として、懲役11年の実刑判決を言い渡した。東京地方検察庁はこの判決を不服として東京高裁に控訴。2014年（7月14日）にはこの事件についてを記した獄中手記『反証 六本木クラブ襲撃事件「逮捕からの700日」』（双葉社）を上梓している。2014年12月18日、東京高裁は「襲撃は計画的かつ迅速に行われ、被告人も十分予測していた。計画、準備段階で深く関与した責任を、一審判決は過小評価した」として一審判決を破棄し、懲役15年判決を言い渡した。2016年6月15日、最高裁判所第一小法廷は石元の上告を棄却し懲役15年が確定した。

## ジム「SOUL MATE」
経営ジム「SOUL MATE（ソウル・メイト）」こと「EXCITING GYM SOUL MATE ALLIANCE」は東京都渋谷区猿楽町内、代官山駅から程近くの雑居ビル地下に所在。山本“KID”徳郁や佐藤豪則、朴光哲、ヌンポントーン・バンコクストア、渡辺久江などといった著名な格闘家らが指導者として運営に参画。このジムの名称は当時運営していた自身のブログのタイトルと連動させたもので、関東連合の先輩にあたる人物（のちの「六本木クラブ襲撃事件」の主犯格）の支援を裏から受けたうえで開業に至ったものであった（自身はいわゆる「雇われオーナー」で、出資者はその人物であった）。

## 私生活
性風俗通いやギャンブルなどの遊興が大好きなのが特徴。2011年に自殺したタレント・上原美優の交際相手であったとの噂が立ったことがある。これに関して、2012年8月に受けた東京スポーツの取材に対し、上原と親しい間柄であったことは否定しなかった。のちのインタビューでは、ちょうど上原の死去の直後に別件で逮捕されており、その件で受けた実名報道が「周囲に迷惑を掛けてしまう結果となった」旨を自ら語っている。この時期には別のモデルの女性とも交際関係にあり、2012年9月の賃貸契約詐欺での逮捕の折には家に一緒にいたという。かねてより東京・六本木や同西麻布界隈の社交の現場に出入りしていたことから、様々な芸能人や実業家、例として、大王製紙の元会長にあたる井川意高や、ABCホームの元会長にあたる塩田大介などとも親交があった。
2012年9月2日に発生した六本木クラブ襲撃事件の加害者として、2016年6月15日に最高裁で懲役15年が確定して以降は服役中である。事件については、2014年7月10日に拘留中に記した「反証　六本木襲撃事件『逮捕からの700日』」（双葉社）が出版され、獄中から公式ブログを更新している。

## 著書
- 「不良録 関東連合元リーダーの告白」（双葉社）
- 「反証」（双葉社）